# Norberto Álvarez Romo
Norberto Álvarez Romo (Valle de Guadalupe; 26 de junio de 1953) es un ambientalista mexicano. Fue Jefe de misión del proyecto experimental Biosfera 2. Fue Delegado en el Estado de Jalisco de la SEMARNAT del 2000 al 2004 para posteriormente dirigir el ya extinto Planetario "Severo Díaz Galindo" en Guadalajara.
- Datos: Q23067864